# Carla Sandoval
Pour les articles homonymes, voir Sandoval.
Carla Sandoval, née le 2 mai 1982 à Valdivia est une pianiste chilienne. 

## Résumé biographique
Enfant prodige, elle commence à travailler le piano à l'âge de 6 ans et donne son premier concert à l'âge de 9 ans. Après des études musicales à Valdivia, Concepción , et Santiago, elle est l'élève de Nelson Goerner à la Haute École de musique de Genève de 2009 à 2011 et se consacre à l’enseignement du piano au conservatoire de musique de Genève entre 2007 et 2012.
Carla Sandoval s’intéresse à la musique contemporaine, interprétant pour la première fois les œuvres de compositeurs chiliens et européens, lors de divers festivals de musique contemporaine à Santiago et avec l’Ensemble Musique Contemporaine de la Haute École de Musique de Genève.
Elle se produit en récital ou en musique de chambre dans diverses formations. Elle a eu l'occasion notamment de travailler en duo avec le violoniste Maxime Venguerov. En janvier 2013, elle donne un récital remarqué aux Semaines musicales de Frutillar.

## Prix et distinctions
- Lauréate du concours Claudio Arrau à Quilpué en 1991
- Deuxième prix du concours Santa Cecilia à Chillán en 1992
- Première place au concours de musique de chambre de Valdivia, catégorie sonate en duo, en 2003
- Finaliste du concours « Virtuoses du futur » à Crans-Montana 11-15 août 2007, les deux lauréats ex-aequos ayant été l'Arménien Ashot Khachaturyan et l'Ukrainien Kyrylo Zveginzov[3].

## Enregistrements
- Retrospectiva Alejandro Guarello, 2001 (Lien audio), volume 1.  CD financé par le Fonds de développement de l'Art et de la Culture (FONDART), Ministère de l'éducation du Chili, 2001.

## Sources
- (es) Daniel Navarrete Alvear. Carla Sandoval. Una promesa cumplida. El Diario Austral de Valdivia. pp 16-17. Samedi 25 décembre 2010.